# 裕神星
裕神星（ 151 Abundantia）是位於主帶小行星的一顆石質小行星，于1875年11月1日被奥匈帝国海军天文台台长约翰·帕里沙（Johann Palisa）发现，是第151颗被人类发现的小行星，被以羅馬神話的富裕女神阿布恩丹提亚命名此星，以庆祝1870年代有越来越多的小行星被发现。
2001年的数据是直径45.37千米。 